# Маньково (Забайкальский край)
Маньково — село в Александрово-Заводском районе Забайкальского края России. Административный центр и единственный населённый пункт сельского поселения «Маньковское».

## География
Село находится в западной части района, к востоку от реки Газимур, на расстоянии примерно 15 километров (по прямой) к юго-западу от села Александровский Завод. Абсолютная высота — 874 метра над уровнем моря.
Климат
Климат характеризуется как резко континентальный с продолжительной холодной малоснежной зимой и сравнительно тёплым летом. Средняя температура воздуха самого холодного месяца (января) составляет −26,8 °C; средняя температура самого тёплого месяца (июля) — 17,1 °C. Среднегодовое количество атмосферных осадков составляет 350—410 мм. Продолжительность безморозного периода составляет от 110 до 120 дней в году.
Часовой пояс
Село Маньково находится в часовой зоне МСК+6. Смещение применяемого времени относительно UTC составляет +9:00.

## История
Основано в 1901 году.

## Население
| 1989 | 2002 | 2010 | 2012 | 2013 | 2014 | 2015 |
| ---- | ---- | ---- | ---- | ---- | ---- | ---- |
| 762  | ↘437 | ↘375 | ↘369 | ↗371 | ↘368 | ↘358 |
| 2016 | 2017 | 2018 | 2019 | 2020 | 2021 |      |
| ↘340 | ↘329 | ↘323 | ↗325 | ↘312 | ↘184 |      |

Половой состав
По данным Всероссийской переписи населения 2010 года в гендерной структуре населения мужчины составляли 50,4 %, женщины — соответственно 49,6 %.
Национальный состав
Согласно результатам переписи 2002 года, в национальной структуре населения русские составляли 98 % из 437 чел.

## Инфраструктура
В селе функционируют средняя общеобразовательная школа, сельский клуб, библиотека и фельдшерско-акушерский пункт.

## Улицы
Уличная сеть села состоит из семи улиц и одного переулка.